# Erhan Çelenk
Erhan Çelenk (* 16. März 1989 in Akçaabat) ist ein türkischer Fußballspieler.

## Karriere
Çelenk begann 1999 in der Jugend von Söğütlü Belediyespor mit dem Vereinsfußball und wechselte 2004  in die Jugend von Akçaabat Sebatspor. 2006 wurde er neben seiner Tätigkeit bei der Reserve- bzw. Jugendmannschaft auch am Mannschaftstraining der Profis beteiligt und erhielt im Mai 2007 einen Profivertrag. Am letzten Spieltag der 2006/07 wurde er in der Partie gegen Orduspor in der 70. Minute für Adem Büyük eingewechselt und gab damit sein Profidebüt. Da sein Verein den Klassenerhalt in der TFF 1. Lig verpasste, ging Çelenk mit in die TFF 2. Lig. In dieser Liga spielte er drei Spielzeiten für Sebatspor.
Da Sebatspor zum Sommer 2011 den Klassenerhalt in der TFF 2. Lig verpasste und Çelenks Vertrag auch zu diesem Zeitpunkt endete, verließ er den Verein und wechselte zum Viertligisten Kahramanmaraşspor. Bei seinem neuen Verein gelang ihm auf Anhieb der Sprung in die Stammelf. Zum Saisonende wurde man Playoffsieger der TFF 3. Lig und stieg in die TFF 2. Lig auf. In der 2. Lig wurde man erneut Meister der Liga und stieg in die TFF 1. Lig auf. Für Kahramanmaraşspor spielte er bis zum Sommer 2014 und wurde dann vom Viertligisten Darıca Gençlerbirliği verpflichtet.
Im Sommer 2015 wechselte zum Viertligisten Büyükşehir Belediye Erzurumspor. Auch mit diesem Verein gelang ihm das was ihm zuvor mit Kahramanmaraşspor gelungen war. Der Aufstieg von der 4. türkischen Liga in die 2. türkische Liga binnen zweier Spielzeiten. In der Zweitligasaison 2017/18 wurde er auch Play-off-Sieger der TFF 1. Lig und stieg mit BB Erzurumspor in die Süper Lig auf.
In der Wintertransferperiode 2018/19 wechselte er zum Zweitligisten Gazişehir Gaziantep FK. Hier arbeitete er wieder mit dem Cheftrainer Mehmet Altıparmak zusammen, unter dem er bereits bei BB Erzurumspor gespielt hatte. Zum Saisonende wurde er auch hier Play-off-Sieger der TFF 1. Lig und stieg in die Süper Lig auf. Zur Saison 2019/20 wechselte er zum Zweitligisten Akhisarspor, der in den Playoffs zum Aufstieg scheiterte. Im Jahr darauf unterschrieb er bei Altay SK, wo er bis Januar 2022 blieb, dabei den Aufstieg in die Süper Lig erreichte und dann zu Manisa FK wechselte.

## Erfolge
Mit Kahramanmaraşspor
- Meister der TFF 2. Lig und Aufstieg in die TFF 1. Lig: 2012/13
- Play-off-Sieger der TFF 3. Lig und Aufstieg in die TFF 2. Lig: 2011/12

Mit Büyükşehir Belediye Erzurumspor
- Play-off-Sieger der TFF 1. Lig und Aufstieg in die Süper Lig: 2017/18
- Play-off-Sieger der TFF 2. Lig und Aufstieg in die TFF 1. Lig: 2016/17
- Meister der TFF 3. Lig und Aufstieg in die TFF 2. Lig: 2015/16

Mit Gazişehir Gaziantep FK
- Play-off-Sieger der TFF 1. Lig und Aufstieg in die Süper Lig: 2018/19